# Pochabany
Pochabany est un village de Slovaquie situé dans la région de Trenčín.

## Histoire
Première mention écrite du village en 1295.

## Démographie

### Évolution de la population
| Année:               | 1994. | 2004.    | 2014.   | 2024.   |
| -------------------- | ----- | -------- | ------- | ------- |
| Nombre de personnes: | 296   | 254      | 251     | 275     |
| Différence:          |       | -14,18 % | -1,18 % | +9,56 % |

| Année:               | 2023. | 2024.   |
| -------------------- | ----- | ------- |
| Nombre de personnes: | 276   | 275     |
| Différence:          |       | -0,36 % |